# Demonstrationen in Hamburg am 21. Dezember 2013

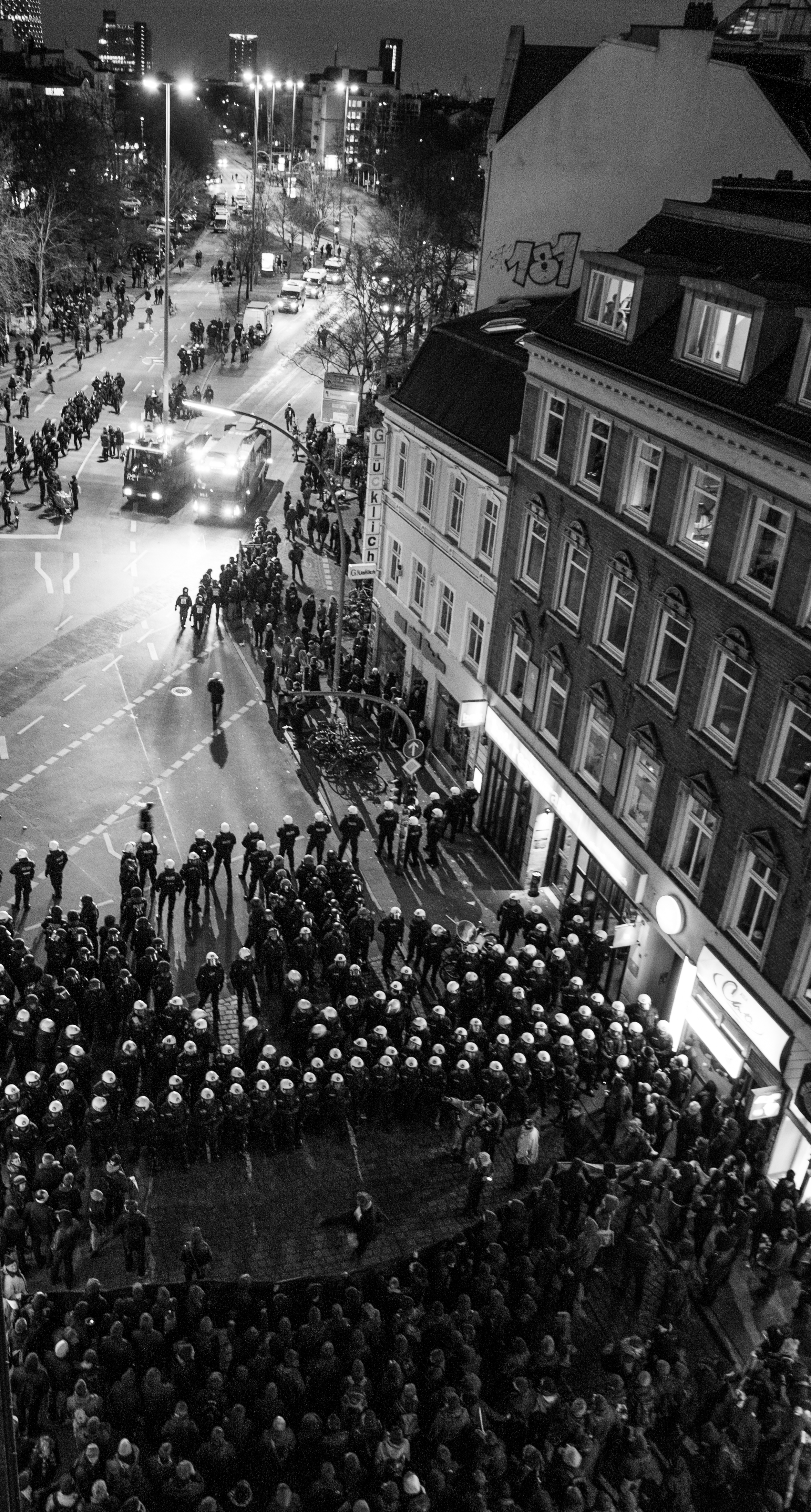
Demonstration am 21. Dezember 2013

Am 21. Dezember 2013 fand in Hamburg eine Demonstration für den Erhalt des besetzten Kulturzentrums Rote Flora, für ein Bleiberecht für Flüchtlinge, gegen Rassismus und Gentrifizierung, im Speziellen im Fall der Esso-Häuser statt. Schon kurz nach Beginn der Demonstration kam es zu gewalttätigen Auseinandersetzungen zwischen Demonstranten und der Polizei, bei denen zahlreiche Personen verletzt wurden. Im Nachgang bildeten sich mehrere spontane Demonstrationen im Hamburger Stadtgebiet.

## Hintergrund und Zielsetzung
Die Rote Flora ist seit 1989 besetzt und wird als autonomes Zentrum aktiv betrieben. Der Eigentümer Klausmartin Kretschmer beantragte im Oktober 2013 die „private Nutzung“ des Gebäudes, das mittlerweile jedoch im Bebauungsplan als Kulturzentrum ausgewiesen war. Seitdem wurde auch zu bundesweiter und internationaler Beteiligung an der Demonstration aufgerufen.
Die Demonstrierenden lehnten auch die Pläne zum Abriss der einsturzgefährdeten Esso-Häuser und eine befürchtete Gentrifizierung des Hamburger Stadtteils St. Pauli ab, forderten ein „Recht auf Stadt“ und kritisierten die Bayerische Hausbau.
Am 21. Dezember 2013 demonstrierte die Flüchtlingsinitiative Lampedusa in Hamburg unter Beteiligung von Flüchtlingen gegen Rassismus, für Bewegungsfreiheit für Asylbewerber innerhalb der deutschen Grenzen, die durch die Residenzpflicht eingeschränkt wird, sowie für ein Bleiberecht für alle Menschen. Die im Anschluss stattfindende Großdemonstration im Schanzenviertel forderte ebenfalls ein Bleiberecht für Flüchtlinge.

## Polizeiliche Auflagen
Die Versammlungsbehörde der Hamburger Polizei erteilte einige Tage vor der angemeldeten Demonstration die Auflage, diese nicht in der Innenstadt abzuhalten. Einsprüche beim Verwaltungsgericht Hamburg und dem Oberverwaltungsgericht Hamburg blieben erfolglos. Zudem erklärte die Polizei die Innenstadt für die Zeit von 14:00–23:00 Uhr zum Gefahrengebiet, wodurch dieser erlaubt wurde, ohne Verdacht Durchsuchungen und Ingewahrsamnahmen durchzuführen sowie Platzverweise auszusprechen.
Während der Auftaktkundgebung teilte die Polizei dem Versammlungsleiter eine weitere Routenänderung mit: Die Demonstration dürfe nicht wie geplant über die Reeperbahn führen. Begründet wurde dies damit, dass am Abend zuvor etwa 300 Vermummte die Davidwache an der Hamburger Reeperbahn angriffen, parkende Polizeiautos mit Steinen bewarfen und sieben Streifenwagen beschädigt hatten. Die Polizeiführung befürchtete, ihre Wache auch während der Demonstration nicht schützen zu können. Daher wurde die Route an der Polizeiwache vorbei untersagt und sollte direkt von der Budapester Straße in die Glacischaussee führen.

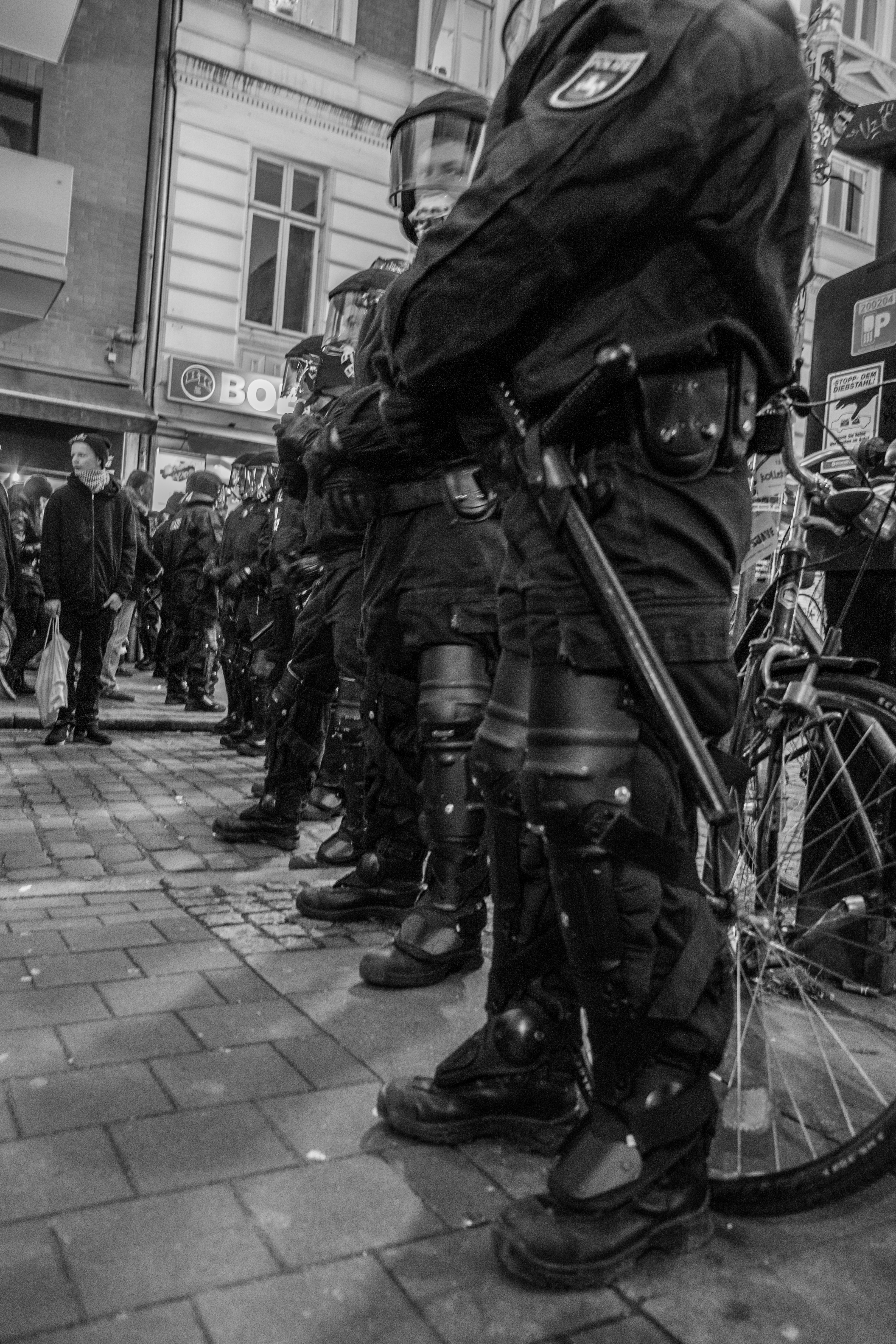
Bereitschaftspolizei

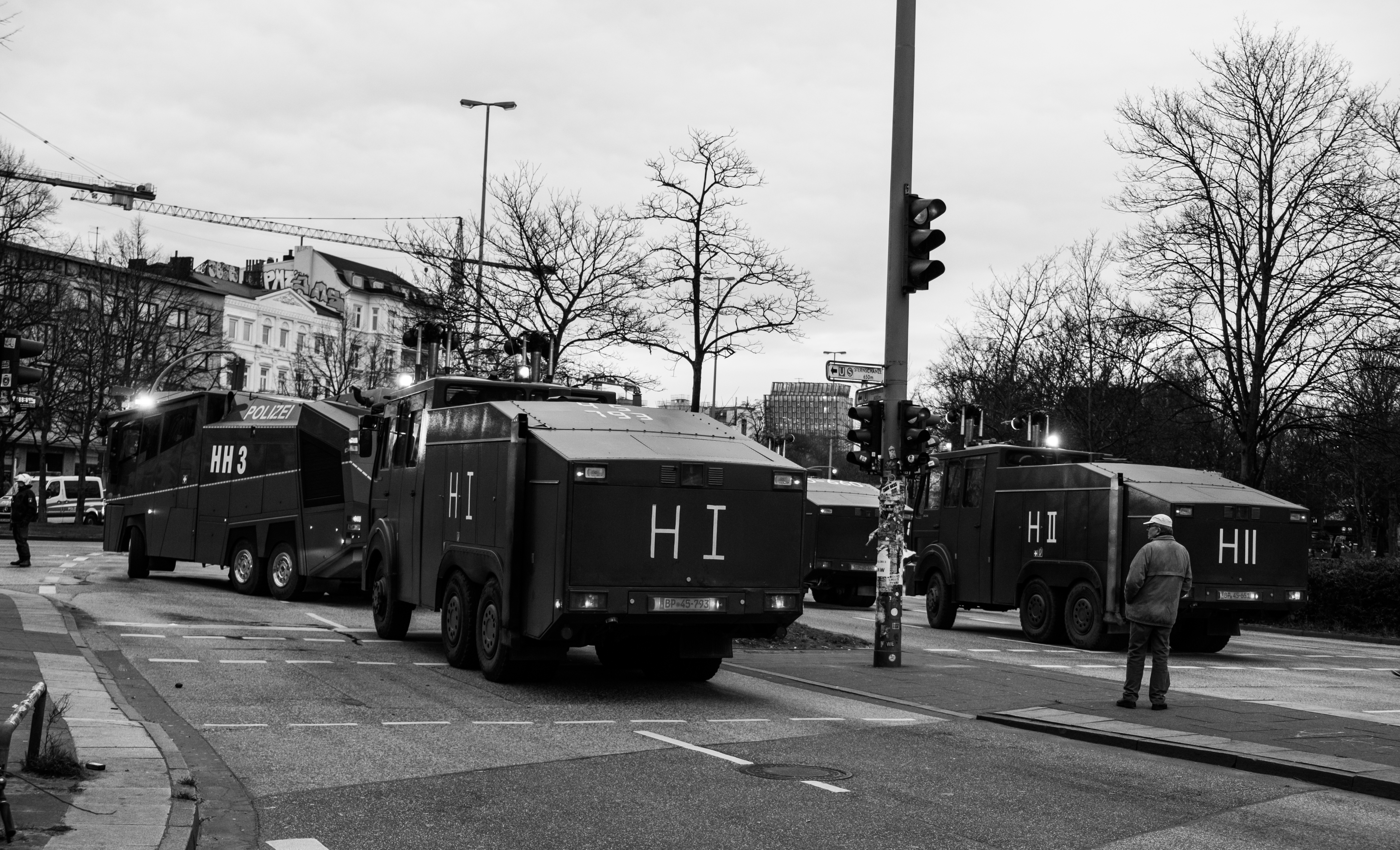
Wasserwerfer

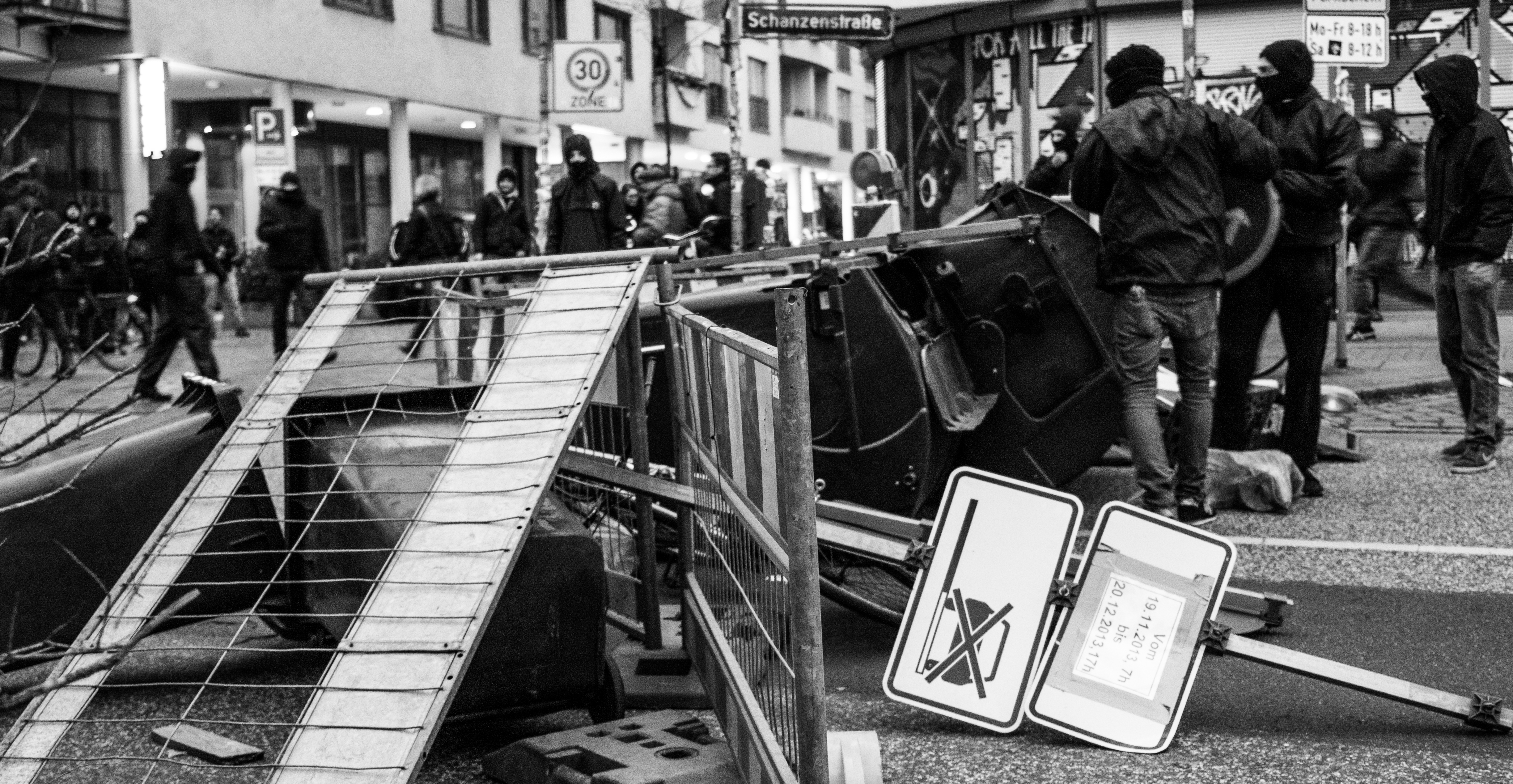
Barrikade in der Schanzenstraße

## Verlauf

### Kundgebung der FlüchtlingsinitiativeLampedusa in Hamburg
Die Flüchtlingsinitiative Lampedusa in Hamburg führte am Vormittag des 21. Dezember ab 12 Uhr eine Kundgebung am Steindamm durch, an der sich etwa 900 Menschen beteiligten. Getragen und organisiert wurde die Kundgebung von Flüchtlingen, die für ihr Bleiberecht kämpfen. Ursprünglich plante die Gruppe wie an den vergangenen Adventswochenenden eine Demonstration in der Hamburger Innenstadt. Wenige Tage zuvor sagte die Gruppe jedoch unter Verweis auf befürchtete Versuche, sie mit Gewalt in Verbindung zu bringen, sowie Polizeigewalt bei vorherigen Demonstrationen und befürchtete Provokationen die Demonstration ab und mobilisierte stattdessen zu der Kundgebung.

### Aufgelöste Demonstration vor der Roten Flora am Nachmittag
Ab etwa 13:30 versammelten sich laut Polizei etwa 7.300, laut Veranstalter über 10.000 Menschen zu der Demonstration unter dem Motto „Die Stadt gehört allen! Refugees, Esso-Häuser und Rote Flora bleiben“ auf dem Schulterblatt. Nach verschiedenen Redebeiträgen zu der Situation der Lampedusa-Flüchtlinge und den Räumungsdrohungen gegen das Zentrum setzte sich der Demonstrationszug kurz nach 15:00 Uhr auf der genehmigten Route in Bewegung, wurde aber nach wenigen Metern von der Polizei gestoppt und nach einer halben Stunde gewalttätiger Auseinandersetzungen zwischen Demonstranten und der Polizei schließlich aufgelöst.
Die Spitze des Demonstrationszuges bestand dabei aus einem vermummten Schwarzen Block. Aus Sicht der Polizei setzte sich dieser wenige Minuten zu früh auf der angemeldeten Demonstrationsroute in Bewegung. Zu diesem Zeitpunkt hätte die Einsatzleitung noch nicht abgewogen, ob sie die Demonstration auf Grund der Verstoße gegen das Vermummungsverbot überhaupt losgehen lassen sollte. Gleichzeitig seien die notwendigen Verkehrsabsperrungen noch nicht abgeschlossen gewesen. „Alles dies zusammen führte dann“ zu einem Aufstoppen des Demonstrationszuges durch Polizeikräfte, die sich bereits zuvor auf der Demonstrationsroute befunden hatten. Unmittelbar danach habe „ein ganz massiver Bewurf mit Gegenständen aller Art“ eingesetzt. Da der Versammlungsleiter „überhaupt keine Möglichkeit [gehabt habe] auf diejenigen, die dort Gewalt ausüben wollten, einzuwirken“, habe der Einsatzleiter die Demonstration schließlich um 15:28 aufgelöst. Anwälte der Roten Flora und einige Medien äußerten die Vermutung, die Situation sei „von der Polizei provoziert worden, ganz offensichtlich, um jeden Aufzug von Anfang an zu verhindern.“ In ersten Darstellungen der Polizei war die zeitliche Reihenfolge zwischen Aufstoppen der Demonstration und Beginn des Bewurfs der Polizeibeamten unklar geblieben. Viele Presseberichte hatten daher den Eindruck erweckt, das Aufstoppen der Demonstration wäre eine Reaktion auf den Bewurf der Polizeikräfte gewesen.
Im Laufe der Auseinandersetzungen setzte die Polizei Schlagstöcke, Wasserwerfer und Pfefferspray ein. Alle Seitenstraßen zum Schulterblatt wurden von Polizeieinheiten abgeriegelt und es entstand ein Polizeikessel, in dem sich mehrere tausend Leute befanden. An der Juliusstraße waren hunderte Menschen in einen weiteren engeren und kleineren Kessel der Polizei geraten. Einige Demonstranten versuchten aus dem Kessel über ein Baugerüst auf Hausdächer zu gelangen. Viele Demonstranten zogen im Anschluss in Richtung Hamburger Innenstadt. Mehrere spontane Anmeldungen weiterer Versammlungen nach Auflösung der Demonstration wurden durch den polizeilichen Einsatzleiter verboten.
Laut Darstellung der Polizei waren am Aufzug selbst und bei den sich unmittelbar anschließenden Auseinandersetzungen an der S-Bahnbrücke Schulterblatt 1.650 Polizisten eingesetzt.

### Unangemeldete, spontane Demonstrationen im Stadtgebiet am Abend
Im Anschluss kam es zu unangemeldeten, spontanen Demonstrationen in weiten Teilen des Hamburger Stadtgebiets. Bei diesen kam es immer wieder zu Sachbeschädigungen, dem Bau von Barrikaden und Konfrontationen zwischen Demonstranten und der Polizei. Der Weihnachtsmarkt Santa Pauli musste aus Sicherheitsgründen geschlossen werden. Am frühen Abend fand eine spontane Kundgebung an den Esso-Häusern statt, an der sich ca. 700–1000 Demonstranten beteiligten. Um ca. 18.30 Uhr kam es zu einer kurzen, unangemeldeten Kundgebung auf dem Gänsemarkt (innerhalb des Gefahrengebiets), welche durch mehrere Hundertschaften der Polizei aufgelöst wurde. In der Folge kam es zu erheblichen Sachzerstörungen in der Innenstadt, unter anderem wurden auch die Scheiben eines SPD-Büros beschädigt. Gegen 21 Uhr versammelten sich erneut 1000 Personen im Stadtteil Eimsbüttel. Es wurden u. a. die Scheiben des Bezirksamtes Eimsbüttel eingeworfen. Auch die Villen mehrerer Firmenchefs wurden beschädigt. In einem Bekennerschreiben erklärten die Täter sie hätten die Elbchaussee mit Barrikaden „stillgelegt“ und die Häuser mit Farbe und Steinen angegriffen, da die Besitzer „für Unterdrückung und Ausbeutung verantwortlich“ seien. Laut Bericht des Berliner Kuriers hat ein, dabei geworfener, Stein den Kopf eines Interviewten nur um wenige Zentimeter verfehlt.

## Bilanz
Die Polizeiführung betrachtet ihren Einsatz als erfolgreich: "Das taktische Ziel der Polizei, nämlich zu verhindern, dass eine nicht kontrollierbare Anzahl von gewaltbereiten Personen die Innenstadt erreicht und damit ganz erhebliche Gefahren auslösen könnten", sei erreicht wurden.
Die Polizei schätzte, dass etwa 4700 der Demonstranten „gewaltbereit“ gewesen seien.
Insgesamt waren 3.274 Beamte am Einsatz beteiligt, davon 1.770 aus den Bundesländern Bayern, Schleswig-Holstein, Hessen, Sachsen-Anhalt, Mecklenburg-Vorpommern, Bremen und der Bundespolizei. Weitere Kräfte wurden im Laufe des Tages spontan aus Schleswig-Holstein nachgefordert. Am Einsatz war auch das Unterstützungskommando beteiligt.
Die Hamburger Feuerwehr fuhr, laut Polizeiangaben, in diesem Zusammenhang insgesamt 116 Einsätze und war mit 67 Beamten im Einsatz.
169 Polizisten wurden nach Angaben der Polizei verletzt, 18 davon hätten im Krankenhaus behandelt werden müssen. 61 Fahrzeuge der Hamburger Polizei seien beschädigt worden, 19 davon seien nicht mehr fahrbereit. Der Sachschaden beträgt geschätzte 160.000 Euro. Die Schäden bei auswärtigen Polizeikräften seien noch nicht bekannt. Die Polizei schätzt die Kosten des Einsatzes auf 1,13 Millionen Euro. Der Hamburger Vorsitzende der Deutschen Polizeigewerkschaft (DPolG), Joachim Lenders, gab an, dass Beamte einer Beweissicherungs- und Festnahmeeinheit ihre Dienstwaffe gezogen hätten, um Angreifer in Schach zu halten. Auf Seiten der Demonstranten habe es nach Angaben linker Organisationen 500 Verletzte gegeben, 20 davon schwer verletzt. Die Polizei betonte hingegen, es habe lediglich zwei verletzte Demonstranten und nur vier Anzeigen gegen die Polizei gegeben. Es habe 66 Rettungseinsätzen durch die Feuerwehr in dem Einsatzraum gegeben, wobei unklar sei, wie viele davon in keinem Zusammenhang mit den Demonstrationen standen.
Die Polizei nahm 20 Personen vorläufig fest und 320 Personen in vorübergehenden Gewahrsam. Den Festgenommenen wurde zunächst Landfriedensbruch vorgeworfen. Die Festgenommenen wurden – bis auf eine Person – im Lauf der folgenden Tage wieder freigelassen, da keine Haftgründe vorgelegen hätten.

## Rezeption in Öffentlichkeit und Politik
Bereits im Vorfeld der Demonstration sprach die Polizei von einem hohen Potential an gewaltbereiten Demonstranten und gab diese mit 3000 an. Der stellvertretende Landesvorsitzende der Deutschen Polizeigewerkschaft (DPolG) Hessen, Björn Werminghaus, bezeichnete die Demonstranten auf Twitter als „gewalttätiger Abschaum“. Dies wurde dort scharf kritisiert. Rainer Wendt, Vorsitzender der DPolG, schloss Konsequenzen für den Kollegen aus, da es sich nicht um Demonstranten, sondern um Gewalttäter handele. Die Partei Die Grünen beantragte aufgrund der Vorkommnisse eine Sondersitzung des Innenausschusses und kritisierte, dass friedliche Demonstranten am Demonstrieren gehindert wurden. Die innenpolitische Sprecherin der Partei Die Linke äußerte, sie habe den Eindruck, es sei politische Absicht gewesen, die Demonstration nicht stattfinden zu lassen. Auf der Videoplattform Youtube tauchte ein Video auf, auf dem ein Einsatzleiter der Polizei das Grundgesetz "für erledigt" erklärte. Die Anwälte des Kulturzentrums machten ebenfalls die Polizei für die Eskalation mit verantwortlich. Auch von Journalisten wurde das Vorgehen der Polizei kritisiert. So sei in der Budapester Straße eine dpa-Reporterin, die sich ausgewiesen habe, von der Polizei geschubst worden. Ein anderer Journalist habe einen Schlag ins Gesicht erhalten. Nach Angaben der Polizei sei die Arbeit der Journalisten nicht gezielt behindert worden. In unüberschaubaren Situationen könnten die Einsatzkräfte nicht immer sofort zwischen Störern und Unbeteiligten unterscheiden. Die Hansestadt habe die schwersten Ausschreitungen seit Jahren erlebt – „mit einer Brutalität in neuer, erschreckender Dimension“. Die Gewaltbereitschaft sei so groß gewesen, dass selbst die Beweissicherungs- und Festnahmeeinheiten (BFE) in Bedrängnis geraten seien. Die Bundesarbeitsgemeinschaft kritischer Polizistinnen und Polizisten sprach von einem „polizeilich-politischen Desaster“.
Die CDU-Bürgerschaftsfraktion erkannte im Ablauf des Geschehens bürgerkriegsähnliche Attacken gewaltbereiter Linker auf Polizei und Stadt sowie einen Missbrauch des Demonstrationsrechts. Kai Voet van Vormizeele bezeichnete die Rote Flora insgesamt als einen Ort, von dem gezielt Gewalt ausgehe. Andere CDU-Politiker forderten den Einsatz von Gummigeschossen und Entziehung der Fahrerlaubnis für „Steinewerfer“ oder ein erschwerter Zugang zu Abitur und Hochschulabschluss. Der grüne Politiker Christian Trede verglich die gewalttätigen Demonstranten mit „marodierenden SA-Horden“, nahm den Vergleich ein paar Tage später jedoch wieder zurück. In den Tagen nach der Demonstration häuften sich Stimmen von Journalisten und Politikern, die die Version von Polizei und Innensenator für falsch erklärten. So las man auf der Website des Norddeutschen Rundfunks: „Von den angeblichen Würfen aus der Personengruppe ist nichts zu sehen. Erst nach dem Stopp des Protestzugs eskaliert die Gewalt.“ Ein Kommentator des Nachrichtensenders n-tv schrieb: „Der Schwarze Block attackiert Polizisten, die daraufhin massiv eingreifen müssen. Die Demonstration muss aufgelöst werden, um die Sicherheit in der Stadt nicht zu gefährden. Das Problem ist nur: Es stimmt nicht.“ Hanning Voigts von der Frankfurter Rundschau befand: „Die Demonstration endet, noch bevor sie richtig angefangen hat. Als die Spitze des Aufzuges knapp 20 Meter zurückgelegt hat, sprinten gegen 15.10 Uhr Polizisten nach vorne, einige von ihnen setzen noch im Laufen ihre Helme auf. Die Beamten stoppen den Demonstrationszug, schubsen die ersten Reihen zurück, setzen sofort Schlagstöcke ein. Daraufhin eskaliert die Situation.“ Birgit Rydlewski, Abgeordnete im Landtag von Nordrhein-Westfalen, die an der Demonstration teilgenommen hatte, schrieb in ihrem Blog: „Wir standen zu Beginn der Demo gegen 15 Uhr an der Seite des ersten Demoblocks, weil wir uns dahinter einreihen wollten. Als die Demo losging, dauerte es keine fünf Minuten bis zur ersten Eskalation. Die Demo kam nur ca. 20 Meter weit, bis die Polizei diese gewaltsam stoppte. Nach meinem Kenntnisstand sowie den Videos dazu ohne für mich erkennbaren Grund. Zu dem Zeitpunkt flogen keine Gegenstände. Auch nicht von der Brücke.“ Laut der taz, die nach eigenen Aussagen Informationen von einem Insider aus dem Polizeizentrum in Alsterdorf erhalten hatte, seien von der Polizeiführung „bewusst Kollateralschäden durch Ausschreitungen in Kauf genommen“ worden.
Bei einer Sondersitzung des Hamburger Innenausschusses am 6. Januar 2014 verteidigte Innensenator Michael Neumann (SPD) das Vorgehen der Polizei. Am 21. Dezember 2013 hätten sich in Hamburg „schnöde Kriminelle“ versammelt, die von vornherein auf Gewalt gezielt hätten. In Hamburg gebe es „eigentlich kein konkretes politisches Problem.“ Wolfgang Bosbach (CDU) kommentierte in der Frankfurter Rundschau, er fühle sich "an Ereignisse, die wir nur aus der RAF-Zeit" kennen, erinnert.
Jürgen Schwabe, Professor für Staats- und Verwaltungsrecht, spricht von einer unbegreiflichen Indolenz des Staates in den letzten Jahren. Strafverfolgungsbehörden blieben weitgehend untätig bei der Vorbereitung und Bildung unüberwindlicher Körperbarrieren, Gewalt und Angriffen auf die Polizei. Es sei daher nicht verwunderlich, „wenn sich noch nicht mal ein Rechtsbewusstsein, die wichtigste Voraussetzung für den Rechtsgehorsam, herausbildet.“ Er verwahrt sich gegen die Behauptung:  „Gewalteskalation auf beiden Seiten“, da es sich in den allermeisten Fällen um klare Rechtsbrüche der sogenannten Verteidiger der „Roten Flora“ handelte.

## Weitere Entwicklungen
In Göttingen wurden, vermutlich am Abend des 21. Dezember, Sprengsätze auf dem Gelände der Göttinger Bundespolizei, beim Verwaltungsgericht und am Hauptzollamt deponiert. Eine Gruppe Flora und Fauna bekannte sich auf der Internetplattform Indymedia wenige Tage später zu dem Anschlag. Sie sahen in diesen eine „Reaktion auf gewalttätige Übergriffe seitens der Bullen auf die Demo“ und verstehen sie als „praktischer Solidarität […] gegen das rassistische Establishment“. Die in den Sprengsätzen verbauten Gaskartuschen zündeten nicht.
Einen Tag nach der Demonstration versammelten sich am Abend erneut 400 Menschen vor der Roten Flora. In Kiel flogen Farbbeutel und Steine auf eine Geschäftsstelle der Gewerkschaft der Polizei und eine Dienststelle der Bundespolizei. Auf der deutschen Plattform von Indymedia kündigten Unbekannte im Zusammenhang mit den gewaltsamen Auseinandersetzungen rund um die Rote Flora weitere Gewalttaten an. Der Leiter des Landesamtes für Verfassungsschutz der Freien und Hansestadt Hamburg,  Manfred Murck, sprach von einer "zynischen Anlehnung an militärische Denkweisen".
Am 3. Januar 2014 richtete die Hamburger Polizei ein, kontrovers diskutiertes, Gefahrengebiet für die Stadtteile Altona-Altstadt, St. Pauli und Sternschanze sowie Teile von Altona-Nord ein. Dies wurde mit mehrfachen Angriffen auf Polizeibeamte und Polizeieinrichtungen und daraus entstandenen teils erheblichen Personen- und Sachschäden begründet. Am 9. Januar 2014 wurde das Gefahrengebiet auf drei "Gefahreninseln", auf denen sich die Polizeikommissariate 15, 16 und 21 befinden, verkleinert und am 13. Januar schließlich aufgehoben.
Am 6. Januar 2014 berichtete das Hamburger Abendblatt von einem der Zeitung zugespielten Geheimpapier des Staatsschutzes. Darin berichtete dieser, die ungewöhnlich lang andauernde Protestwelle und die "bislang völlig fehlenden Konsequenzen" würden Linksextremisten das Gefühl geben, sie hätten Erfolg. In den kommenden Wochen sei mit weiteren Anschlägen auf Polizeiwachen und Polizeifahrzeuge, sowie Häuser von Politikern zu rechnen.
Am 10. Februar 2014 überreichte der Vorsitzende des Polizeivereins Hamburg e.V., Dirk Reimers, den Beamten, die am 21. Dezember 2013 verletzt wurden "als Zeichen der Solidarität" Geldspenden.